# Thomas Friess
Thomas Friess (ur. 3 stycznia 1985 w Bad Radkersburg) – austriacki piłkarz. obrońca klubu SK Sturm Graz. 
Sturm jest jego drugim przystankiem w karierze. Poprzednio grał w SV Halbenrain. Barwy siódmej drużyny rozgrywek Bundesligi w sezonie 2006/2007 broni nieprzerwanie od 2000 roku do chwili obecnej.